# Радмила Лазаревић
Радмила Лазаревић (Београд, 16. април 1940) српска је сликарка и професорка ликовне и музичке уметности.

## Биографија
Радмила Лазаревић је 1966. дипломирала на Академији ликовних уметности у Београду у класи професора Ђорђа Бошана. Завршила је 1966. специјални течај код Недељка Гвозденовића.
Као стипендиста грчке владе боравила је у Грчкој 1970. а у Француској, као стипендиста француске владе у периоду 1978/1979. На колективним изложбама излагала је више од сто педесет пута у земљи и иностранству.

## Самосталне изложбе
- 1967. Београд, Галерија УЛУС-а;
- 1971. Београд, Клуб културно-просветне заједнице;
- 1974. Београд, Галерија Коларчевог народног универзитета;
- 1975. Скопље, Центар за културу и информисање;
- 1975. Битољ, Уметничка галерија;
- 1982. Крагујевац, Мали ликовни салон;
- 1982. Београд, Галерија графичког колектива;
- 1983. Лондон, Југословенски културни центар;
- 1984. Чачак, Ликовни салон Дома културе;
- 1984. Краљево, Господар Васин конак;
- 1985. Сомбор, Галерија Ликовна јесен;
- 1985. Параћин, Галерија Дома културе;
- 1990. Париз, Југословенски културно-информативни центар;
- 1990. Крушевац, Уметничка галерија;
- 1992. Београд, Ликовна галерија Културног центра Београда;
- 1992. Пожаревац, Мала графичка галерија Народног музеја у Пожаревцу;

- 1999. Београд, Ликовна галерија Културног центра Београда;
- 2011. Нови Сад, Галерија огранка САНУ у Новом Саду, Платонеум.

## Награде
- 1989. Награда „Иван Петковић“ на изложби „Златно перо“, Београд ;
- 1996. Велика награда III Фестивала пејзажа, Врњачка Бања.

## Уметничко дело
Радмила Лазаревић је на првој својој самосталној изложби у Галерији УЛУС (1967) наступила са сликама у којима тражење личног израза није само суптилно усклађивање односа облика, површине, боје и фактуре него испољава тежњу ка испитивању материје чиме се приближава тада актуелним енформелским настојањима у београдској средини.
Радмила Лазаревић је била је уметница снажне експресивности, блиска асоцијативној апстракцији. Сликала је са префињеним осећајем за боју и тон. Основна и готово једина тема на сликама Лазаревићеве био је пејзаж који је пролазио кроз разне мене, али ће чинити окосницу свих њених ликовних представа. Преко цртежа као почетног изражајног средства (својеврсне мелодијске линије) улазила је у сложени организам слике и давала простора својим сликарским осећањима. Ови призори на граници апстрактног откривали су склоност ка вишеслојном оркестрирању целине и у великој мери су се приближавали музичким композицијама.